# Acacia pallida
Acacia pallida é uma espécie de leguminosa do gênero Acacia, pertencente à família Fabaceae.